# تجربه (فیلم ۱۳۵۱)
تجربه فیلمی ایرانی به کارگردانی عباس کیارستمی و نویسندگی امیر نادری، عباس کیارستمی محصول سال ۱۳۵۲ است.

## داستان
ممد، نوجوان یتیمی است که پیک یک استودیو عکاسی است و شب‌ها هم در همان‌جا می‌خوابد. او نسبت به دختری از یک طبقه اجتماعی ثروتمندتر، عشقی افلاطونی پیدا می‌کند. یک روز که فکر می‌کند دختر به او لبخند زده، تصمیم می‌گیرد به خانهٔ دختر برود و شغلی به عنوان خدمتکار درخواست کند تا به دختر نزدیک‌تر شود، اما ...